# Coronacrisis
De wereldwijde coronacrisis is de maatschappelijke  crisis die ontstond tijdens de coronapandemie. De begrippen 'coronacrisis' en 'coronapandemie' worden ook wel door elkaar gebruikt.
In veel landen en regio's leidde de pandemie tot onverwachte en omvangrijke problemen op maatschappelijk, sociaal en economisch gebied, vooral in perioden van grote infectiedruk. Sommige problemen ontstonden ten gevolge van internationale afhankelijkheden, onder meer op het gebied van productie, handel en reizen, andere ontstonden rechtstreeks als gevolg van de maatregelen die genomen werden om de pandemie te bestrijden, zoals de sluiting van winkels, horecaondernemingen, bibliotheken en andere organisaties. De aard van de crises was per regio en tijdvak verschillend. Dit artikel betreft de niet-pandemische aspecten van de coronacrisis, waaronder medische aspecten zoals de secundaire gezondheidsschade.
De zwaarte van de regionale crises werd beïnvloed door:
- de aan- of afwezigheid van sociale voorzieningen voor hen, die hun inkomen verloren door lockdownmaatregelen,
- de toestand en toegankelijkheid van de gezondheidszorg,
- de voorgaande ervaring met epidemieën en SARS,
- de aard van de lockdownmaatregelen,
- de afhankelijkheid van internationale handelsstromen,
- ongelukkige regeringsbeslissingen en -overtuigingen.

## Sociale voorzieningen
Sommige regeringen ondersteunden lockdownmaatregelen met financiële ondersteuning voor bedrijven en individuen. Waar dat niet gebeurde, leidde de lockdown tot migratiestromen van bijvoorbeeld dagloners, problemen voor sociaal zwakkeren of het ontduiken van de maatregelen.

## Gezondheidszorg
Door de algemene vatbaarheid van de bevolking voor COVID-19 en het te verwachten percentage zwaar zieken was er geen gezondheidssysteem dat de aanstorm zonder maatregelen kon doorstaan. Naast uitbreiding van het aantal ic-bedden werden daarom veelal minder dringende behandelingen uitgesteld.

### Secundaire gezondheidsschade
Naast de gezondheidsschade door COVID-19-infecties was er tijdens de coronacrisis ook secundaire gezondheidsschade. De impact van de coronamaatregelen leidde tot een toename van psychische problemen. Wereldwijd ontstond een tekort aan medische middelen. Ook was de gezondheidszorg in veel landen vaak niet toereikend om zowel de toestroom van coronapatiënten op te vangen als de reguliere zorg te laten doorlopen.
Daar waar de gezondheidsinfrastructuur overbelast raakte, ontstonden crises rondom bijvoorbeeld de beschikbaarheid van zuurstof voor patiënten en beschermingsmateriaal voor gezondheidszorgpersoneel.

## Epidemie-ervaring
Maatregelen zoals bron- en contactonderzoek waren in sommige landen in vergetelheid geraakt, terwijl in landen die geregeld met epidemieën te maken hebben dit sneller en effectiever kon worden ingezet. Sommige landen in bijvoorbeeld Zuidoost-Azië hadden naar aanleiding van de SARS-epidemie in 2002 hun pandemieplannen geactualiseerd en waren zo beter voorbereid.

## Maatschappelijk
In veel landen werd in 2020 op dringend advies van de overheden het kantoorleven min of meer stilgelegd. Personeel moest online gaan werken, en tussen de bedrijven door nog hun kinderen onderwijzen. In 2021 gingen de scholen weer open, en naarmate het vaccineren vorderde, kwam ook het kantoorleven weer op gang. Maar gedeeltelijk thuiswerken bleef bestaan, omdat werkgevers en werknemers er het voordeel van hadden leren kennen.
Het stilleggen van het openbare leven was voor culturele instellingen en horecaondernemingen ingrijpend. Ook het politieke leven werd bemoeilijkt. Grenssluitingen leidden tot persoonlijke crises voor families en
vrienden die aan beide zijden van de grens wonen.

## Handelsstromen
Door de toegenomen mondialisering sinds het eind van de 20ste eeuw werden vele landen en regeringen verrast door onverwachte economische afhankelijkheden. Er ontstonden leveringsproblemen bij bijvoorbeeld
(grondstoffen voor) medicijnen en medisch beschermingsmateriaal maar ook bijvoorbeeld bij alcohol of computeronderdelen.
Quarantainemaatregelen die het personen- en goederenverkeer in hele regio's inperkten, leidden tot verzorgingsproblemen bij de bevolking. Deels doordat op detailhandelniveau weinig voorraden voorhanden waren en deels door hamsteren.
Er ontstonden ook overschotten, bijvoorbeeld doordat landbouwproducten niet getransporteerd konden worden of doordat door de sluiting van de horeca de vraag naar bepaalde vleesproducten wegviel.

## Politieke besluitvorming
In de veronderstelling, de economie te kunnen en moeten beschermen, viel de belangenafweging tussen economie en volksgezondheid in sommige landen meer ten gunste van de economie uit. Gaandeweg de pandemie werd duidelijk dat daardoor de epidemiologische situatie verslechterde en dat die op zijn beurt de economische situatie deed verslechteren.